# Lidský papilomavirus
Lidský papilomavirus (ve zkratce HPV z anglického human papillomavirus), je skupina papilomavirů, který napadá lidské buňky. V lidské populaci se jedná o běžné viry, většina typů nevyvolává žádné známky nebo symptomy onemocnění a infekce odezní bez léčení. Určité typy HPV jsou však původci bradavic na rukou a chodidlech, asi 40 typů HPV je známo jako genitální HPV, které jsou přenášené sexuálním kontaktem. V současnosti se jedná o nejběžnější pohlavně přenášenou infekci. Postihují oblast genitálií a mohou vyvolat změny buněk sliznice děložního hrdla. Bez léčby se tyto abnormální buňky mohou někdy změnit v rakovinné buňky. Jiné typy HPV mohou způsobit genitální bradavice a benigní změny děložního hrdla.
HPV je vysoce nakažlivý, mnoho lidí nakažených HPV však nemá žádné příznaky infekce a mohou virus dále šířit. Odhaduje se, že mnoho lidí se nakazí HPV v průběhu prvních 2 až 3 let pohlavní aktivity. Dvě třetiny lidí, kteří mají pohlavní kontakt s infikovaným partnerem, se podle údajů WHO nakazí HPV během 3 měsíců. Imunitní systém hostitele tyto infekce typicky úspěšně překoná. U osob, jejichž organismus se určitých typů viru nezbaví, mohou nastat atypické změny epitelových buněk. To časem může vést k předrakovinným změnám a k rakovině.
Týká se to oblastí exponovaných při sexuálním styku, tedy oblast zevního genitálu, análu, krku a mandlí. Nejtypičtěji je HPV spojován s rakovinou děložního čípku.
Rozvoj rakoviny děložního hrdla obvykle trvá řadu let, i když ve vzácných případech může proběhnout během jednoho roku.
První papilomaviry byly objeveny již na počátku 20. století, kdy se dávaly do souvislosti se vznikem bradavic. Teprve díky technikám molekulární biologie jim byl v 80. letech přisouzen původ karcinomu děložního hrdla.

## Charakteristika a mechanismus působení na buňky
Lidské papilomaviry jsou zařazené do čeledi Papillomaviridae (I. skupina Baltimorové klasifikace) tvořené více než 100 příbuznými dsDNA viry. Mají malý genom, který sestává z 8 000 párů bází  uspořádaný do cirkulární dvouvláknové DNA. Při genové expresi je informace z dsDNA přepsaná do komplementární mRNA, podle které probíhá v hostitelské buňce translace na proteiny. Samotná dsDNA je zde použitá jako templát při replikaci virového genomu.
Virové geny jsou značeny jako E (early) anebo L (late), v závislosti na tom, v jaké fázi infekce jsou exprimované. Dva hlavní onkogeny jsou E6 a E7, exprimované v brzkém stádiu životního cyklu viru. Produkty exprese těchto genů ovlivňují metabolizmus hostitelských buněk a podmiňují vznik nádorů. Protein E6 interaguje s p53 proteinem hostitelské buňky a degraduje ho. Protein p53 odpovídá za apoptózu (smrt buňky) infikovaných epitelálních buněk děložního čípku. Zároveň protein E6 aktivuje enzym telomerázu, která napomáhá s imortalizaci buňky a tím indukuje onkogenezi. Protein E7 má na metabolizmus buňky podobný efekt - váže se na Retinoblastomový protein a inhibuje jeho funkci, čím dochází k narušení buněčného cyklu. Taktéž dochází k destabilizaci chromozomů hostitelské buňky, protože se proteiny E6 a E7 vážou na inhibitory cyklin-dependentních kináz CDK 4 (regulují přechod mezi fázemi G1 a S buněčného cyklu). Kromě toho inhibují interferony hostitelské buňky.
Síle exprese těchto genů odpovídá úroveň poškození epitelu a následný možný vznik rakoviny. Při vysokém stupni genové exprese dochází k začlenění virového genomu do genomu hostitelské buňky a zvyšuje se tak proliferace buněk a zhoubnost nádoru.

## Infekce virem HPV
Infekce virem HPV se na rozdíl od jiných pohlavních onemocnění ve většině případů neprojevuje typickými příznaky. Na to, aby onemocnění přešlo z počáteční infekce do nádorového bujení musí virus překonat imunitní systém hostitele a případně svůj genom integrovat do genomu hostitelské buňky, aby pak mohlo následně dojít k dalším mutacím. HPV napadá bazální buňky dlaždicového cervikálního epitelu v oblasti ektocervixu (vnější část děložního čípku) i cylindrické buňky endocervixu (vnitřek čípku), kde dochází k tvorbě CIN (cervical intraepithal neoplasia) - překarcinozy, která pokud je neléčená, vede až do stádia karcinomu.
HPV vyvolává reakce přirozené i adaptivní imunity, které vedou ke zničení viru i napadnutých buněk, HPV se však dokáže tomuto procesu úspěšně vyhnout. Ve stádiu počáteční infekce viriony neindukují buněční lyzi a zůstávají v buňce. Při přirozené replikaci buňky proteiny antigenní kapsidy nejsou exprimované až do chvíle, kdy jsou buňky diferencované do nejvrchnějších vrstev epitelu. V tomto okamžiku už dendritické buňky antigenní proteiny nerozpoznají.

## Rakovina děložního hrdla

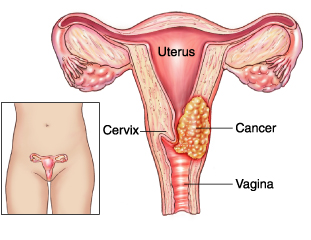
Rakovina děložního hrdla

Rakovina děložního hrdla je v celosvětovém měřítku druhé nejrozšířenější zhoubné onemocnění u žen mladších 45 let. Každý rok je toto onemocnění diagnostikováno až u 500 000 žen, z nichž téměř polovina umírá. Většina úmrtí se vyskytuje v rozvojových zemích, a to hlavně z důvodu nedostatku screeningových testů. Ve vyspělých zemích probíhají screeningové programy, kdy je při každé gynekologické prohlídce povinný výtěr děložního hrdla. Následnou rychlou automatizovanou analýzou DNA odebraných buněk je tak možné včas odhalit přednádorové a nádorové změny. Při pozitivním nálezu je pacientka sledovaná a v případe potvrzení karcinomu se přistoupí k adekvátní léčbě.

## Vakcinace
V současnosti jsou na trhu dostupné dvě vakcíny proti HPV s různým rozsahem ochrany. Bivalentní Cervarix (GSK, chrání proti 2 typům HPV) a nejnovější rekombinantní nonavalentní vakcína Gardasil9 (tzv. univerzální, chrání až proti 9 typům HPV). Tyto vakcíny jsou určeny pro ženy i muže. Optimální věk pro očkování je ještě před počátkem pohlavní aktivity. Ve věku 13 let je očkování plně hrazeno pojišťovnou, vakcinace probíhá v dvoudávkovém schématu.
Očkování je doporučeno i v pozdějším věku, a to zejména v případě rekurentních infekcí a po konizaci děložního čípku. Po zahájení sexuálního života očkujeme v třídávkovém schématu.